# Lipotriches cribrosa
Lipotriches cribrosa är en biart som först beskrevs av Maximilian Spinola 1843.  Lipotriches cribrosa ingår i släktet Lipotriches och familjen vägbin. Inga underarter finns listade i Catalogue of Life.